# Monoctenus juniperi
Monoctenus juniperi är en stekelart som först beskrevs av Carl von Linné 1758.  Monoctenus juniperi ingår i släktet Monoctenus, och familjen barrsteklar. Arten är reproducerande i Sverige.